# Albert Kitzl

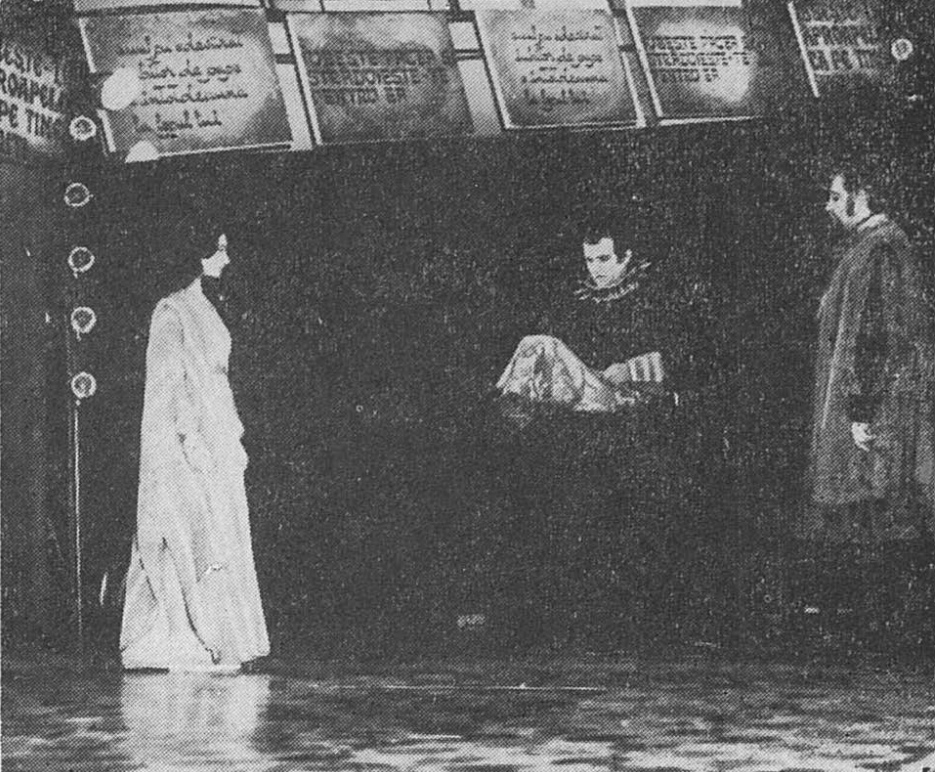
Evreica din Toledo la Teatrul Evreiesc de Stat din București (1976): Tricy Abramovici (Raquel), Albert Kitzl (Don Alfonso) și Carol Marcovici (Don Jehuda ibn Ezra)

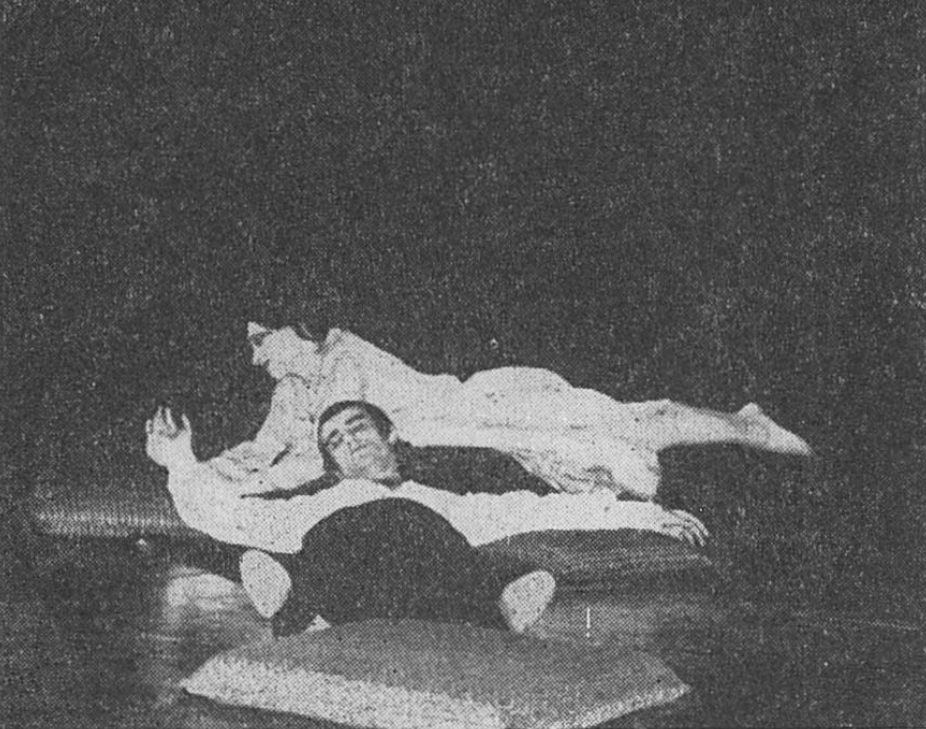
Evreica din Toledo: Tricy Abramovici și Albert Kitzl

Albert Kitzl (n. 1943, Bacova, Buziaș, Timiș, România) este un actor german, originar din România.

## Biografie
Albert Kitzl s-a născut în Banat într-o familie de șvabi bănățeni. A absolvit secția germană a Institutului de Artă Teatrală și Cinematografică „I.L. Caragiale” (I.A.T.C.) din București, promoția 1974, și a activat la Teatrul German de Stat din Timișoara și la Teatrul Evreiesc de Stat din București. A debutat în cinematografie în pelicula Muntele ascuns (1975) a regizorului Andrei Cătălin Băleanu și a interpretat apoi rolul principal în E-atît de-aproape fericirea (1978) al aceluiași regizor, care prezenta o poveste de dragoste între doi tineri proveniți din familii cu origini sociale diferite. A jucat, de asemenea, roluri secundare în filmele românești Trepte pe cer (r. Andrei Blaier) și Rătăcire (r. Alexandru Tatos), care au avut premiera în 1978. A emigrat în Republica Federală Germania în același an.
De-a lungul anilor el a activat la teatrele din Essen, Berna, Zürich, Frankfurt, Hamburg, Düsseldorf, Viena, Bonn, Köln și altele. A jucat în piese precum Evreica din Toledo de Lion Feuchtwanger, Vicleniile lui Scapin și Mizantropul de Molière, Păsările de Aristofan, Tragica istorie a doctorului Faust de Christopher Marlowe, Opera de trei parale de Bertolt Brecht, Prințesa Turandot de Carlo Gozzi, Umbra de Evgheni Șvarț, Reineke vulpoiul de Johann Wolfgang von Goethe, Don Carlos de Friedrich Schiller, Locuitorii de vară de Maxim Gorki, Astă-seară se improvizează de Luigi Pirandello, Amfitrion și Ulciorul sfărâmat de Heinrich von Kleist și Hamlet, Macbeth, Visul unei nopți de vară, Romeo și Julieta și Troilus și Cresida de William Shakespeare.
Actorul a avut numeroase roluri secundare în filme pe marile și micile ecrane, interpretând deseori un străin (turc, italian, român, arab). A jucat în filme precum Ein Mann wie EVA (1986), Wir können auch anders (1993), Charlie & Louise - Das doppelte Lottchen (1994), Long Hello and short Goodbye (1999), Absolute Giganten (2000), Tulse luper suitcases (2003) și Bibi und Tina – Tohuwabohu total (2017) și în seriale precum Ein Fall für zwei, Motzki, Tatort, Das Duo, SOKO Köln și Der Kroatien-Krimi.
Albert Kitzl a lucrat și în domeniul teatrului radiofonic și este narator de cărți audio. În 2010 a înregistrat lectura cărții Niederungen (Ținuturile joase) de Herta Müller. În 2014 a jucat rolul principal în Sultan und Kotzbrocken in einer Welt ohne Kissen.
Fiica sa, Joanna Kitzl, a devenit la rândul ei actriță.

## Filmografie selectivă
În România
- Muntele ascuns, 1975 – Petre Garofeanu
- Trepte pe cer, 1978 – Leahu
- E-atît de-aproape fericirea, 1978 – Paul Iacomi
- Rătăcire, 1978 – Viorel

În Germania
- Ein Fall für zwei, serial TV, 1 episod, 1981 – Gigi Dinica
- Un bărbat ca Eva (Ein Mann wie EVA), 1984 – Max
- Moviestar, 1986 – Max
- Ich schenk dir die Sterne, 1991 – Karl
- Motzki, serial TV, 12 episoade, 1993 – Gülüsan Ükzknürz
- Wir können auch anders, 1993 – vânzătorul de bărci
- Charlie & Louise - Das doppelte Lottchen, 1994 – Suelo
- Ausgerechnet Zoè, film TV, 1994 – Ricci
- Angst, film TV, 1994 – Branco
- Reise in die Nacht, film TV, 1998 – avocatul Ali Dicle
- Der Preis der Sehnsucht, film TV, 1999 – Pavel
- Long Hello and short Goodbye, 1999 – dealer
- Zoom, 1999 – Sergiu
- Alma - A Show biz ans Ende, serial TV, 3 episoade, 1999 – Sigmund Freud, Alma-Maniac, Hanns Martin Elster
- Bella Block, serial TV, 1 episod, 2000 – Manolo
- Frische Ware, film TV, 2000 – Köpferl Hansei
- Der Solist - Niemandsland, film TV, 2000 – carabinier
- Tatort - Kleine Diebe, serial TV, 1 episod, 2000 – domnul Popescu
- Absolute Giganten, 2000 – Elvis
- Wer liebt, hat Recht, film TV, 2002
- Operation Rubikon, film TV, 2002 – Anton Czarny
- Tulse luper suitcases, film britanic, 2003 – Gumber Flint
- Die Geisel, film TV, 2003
- Ein starkes Team - Das große Schweigen, serial TV, 1 episod, 2003
- Doppelter Einsatz - Harte Bandagen, serial TV, 1 episod, 2003 – Michail Nasiewicz
- September, 2003 – domnul Moshen
- Schimanski - Das Geheimnis des Golem, serial TV, 1 episod, 2004 – domnul Fränckel
- Schöne Witwen küssen besser, film TV, 2004 – Giorgio Balduchi
- Küstenwache - Dunkle Geschäfte, serial TV, 1 episod, 2005 – medicul
- Bis in die Spitzen, serial TV, 2 episoade, 2005 – Schelling
- Tatort - Tod aus Afrika, serial TV, 1 episod, 2006 – Jaragi
- Die Sache mit dem Glück, film TV, 2006 – Milosevic
- Wie durch ein dunkles Glas, serial TV, 2007 – proprietarul trattoriei
- Rosa Roth - Der Tag wird kommen, serial TV, 1 episod, 2007 – șeful OPEC
- Erdbeereis mit Liebe, film TV, 2007 – Eduardo Pirelli
- Der Kriminalist - Außer Kontrolle, serial TV, 1 episod, 2007 – Froschberger
- Das Duo - Bestien, serial TV, 1 episod, 2008 – muncitorul de pe șantier naval
- SOKO Köln - Doppeltes Spiel, serial TV, 1 episod, 2008
- Rennschwein Rudi Rüssel, serial TV, 1 episod, 2008 – unchiul Rakim
- SOKO Donau - Wien, serial TV, 1 episod, 2009 – Radu Brucan
- SOKO Stuttgart - Spuren der Vergangenheit, serial TV, 1 episod, 2009 – Milan Saric
- Der Dicke - Blinder Eifer, serial TV, 1 episod, 2010 – Beki İllci
- Dreiviertelmond, 2010 – domnul Arslan
- Nägel mit Köppen, film TV, 2011 – Dimitris
- Mutter muss weg, film TV, 2011 – recepționerul
- Ruhm, 2011 – polițistul Askisistan
- Tatort - Schwindelfrei, serial TV, 1 episod, 2012 – Wasili
- Kreutzer kommt ... ins Krankenhaus, film TV, 2012 – preotul închisorii
- Meine Frau, ihr Traummann und ich, film TV, 2013 – taximetristul
- Bis zum Ende der Welt, film TV, 2013 – bunicul lui Bero
- Schwarzach 23, film TV, 2014 – Anton
- Mordkommission Istanbul, serial TV, 1 episod, 2014 – Yasin Azul
- Die Kanzlei, serial TV, 1 episod, 2015 – unchiul Beki
- Bibi und Tina – Tohuwabohu total, 2017 – unchiul Addi
- Der Kroatien-Krimi - Mord auf Vis, serial TV, 1 episod, 2018 – Mirko
- Die Spezialisten III - Shenjas Rückkehr, serial TV, 1 episod, 2018 – Waldemar Kremer
- Der Prag-Krimi - Der kalte Tod, serial TV, 1 episod, 2018 – Miroslav Koller
- Schneegänger, film TV, 2020
- Der Alte und die Nervensäge, film TV, 2020 – Vladislav Babic
- Isi & Ossi, 2020 – Klaus